# Roche Veyrand
Roche Veyrand est une montagne du massif de la Chartreuse culminant à 1 429 m, située entre Corbel et Saint-Pierre-d'Entremont en Savoie.

## Via ferrata
Le hameau des Fiolins est le point de départ d'un chemin menant à une via ferrata qui passe par Roche Veyrand pour arriver aux Entremonts. L'accès en randonnée (2 heures) se fait plus facilement par le col de la Cluse (1 169 m).
La via-ferrata se compose de deux parties qu'il est possible de faire séparément, la première AD, la seconde TD. Le parcours est très bien équipé et de nombreuses prises naturelles peuvent être utilisées. Les lendemains de pluie, certaines parties risquent d'êtres glissantes et demandent de la vigilance.

## Randonnée
Le sommet de roche Veyrand permet d'accéder à la crête rocheuse du roc de Gleisin.

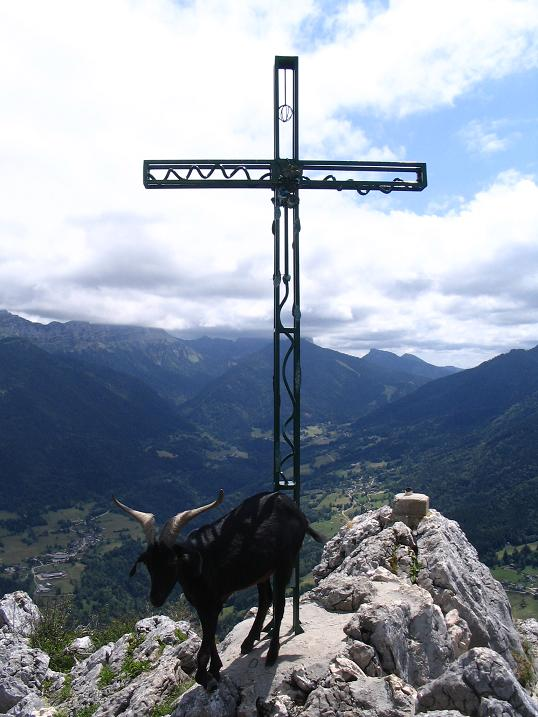
Vue depuis le sommet de Roche Veyrand.

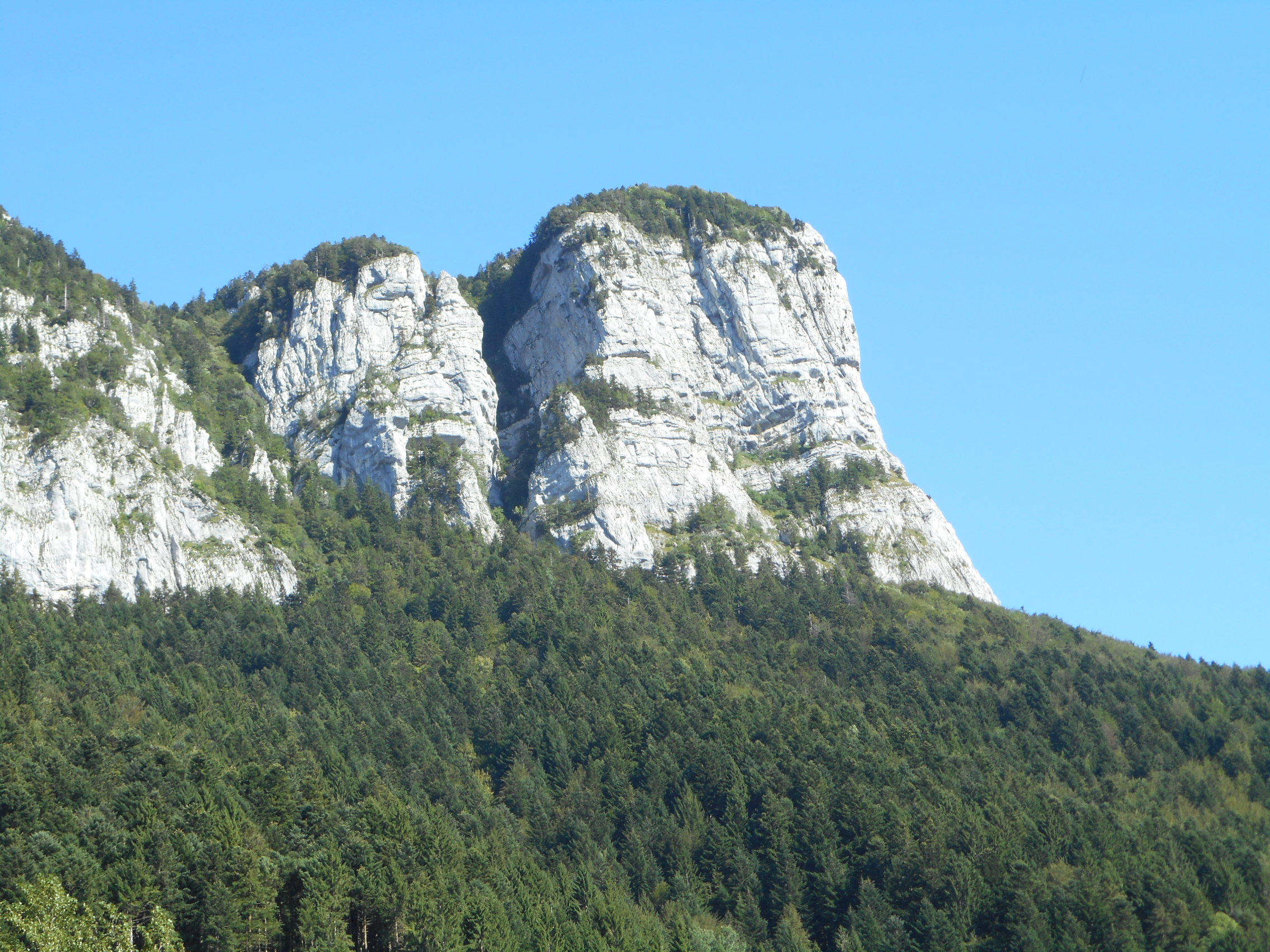
Vue depuis la vallée de Corbel.